# Rolf Balkenhausen
Rolf Julius Balkenhausen, född 20 maj 1850 i Ronneby, död 11 april 1933, var en svensk apotekare och kommunalman. 
Balkenhausen blev elev vid apoteket i Karlshamn 1865 samt avlade farmacie kandidatexamen 1870 och apotekarexamen 1876. Han var föreståndare för medikamentsförrådet i Vivstavarv 1878–1888 och var innehavare av apoteket i Norrtälje från 1888 och av medikamentsförrådet i Rimbo från 1902. Han utövade en synnerligen förtjänstfull verksamhet såväl för apotekarkåren som för Norrtälje stad och innehade en mängd förtroendeuppdrag, bland annat ordförandeskap (sedan 1910) i fullmäktige för apotekarkårens livränte- och pensionskassa.
Balkenhausen var ledamot av styrelsen för  Norrtälje stads sparbank från 1896 och ordförande där från 1902, senare även verkställande direktör. Han var ledamot (och ordförande) i styrelsen för Uplands Enskilda Banks avdelningskontor i Norrtälje från 1900 samt vice ordförande i styrelsen för Norrtälje samskola från 1906. Han var även ordförande i stadsfullmäktige och drätselkammaren.